# Per-Oskar Persson
Per-Oskar Persson, född 1 december 1923 i Bollnäs, död 26 augusti 2008 i Helsingborg, var en svensk ingenjör och uppfinnare.
Per-Oskar Persson utbildade sig till civilingenjör med examen på Kungliga Tekniska högskolan i Stockholm 1949. Han var därefter på högskolans institution för kylteknik, där han medverkade i framtagandet av en kylsäng för operationer under hypotermi. Han anställdes 1958 som teknisk direktör på Helsingborgs Fryshus i Helsingborg, senare Frigoscandia.
Under Per-Oskar Perssons ledning utvecklades en fluidiserande bäddfrysare ("Flofreeze-metoden") för lösfrysning av frukt och grönsaker, vilken lanserades 1962. Denna teknik baseras på att det som ska frysas in studsar fram på luftkuddar. Metoden togs tidigt till användning av Findus i Bjuv för framför allt ärtor, och kom därefter att användas i stor omfattning över hela världen. På 1980-talet bedömdes minst hälften av alla industriellt infrysta livsmedel ha processats i en av Frigoscandia Equipment tillverkad frysare enligt Per-Oskar Perssons metod.
Han drev efter pensioneringen Ingenjörsfirman Per-Oskar Persson AB och konstruerade då bland annat en frysare för blodplasma.
Han var gift med Brita Persson (1926–2013) och hade tre barn.